# Seznam francouzských královen a císařoven

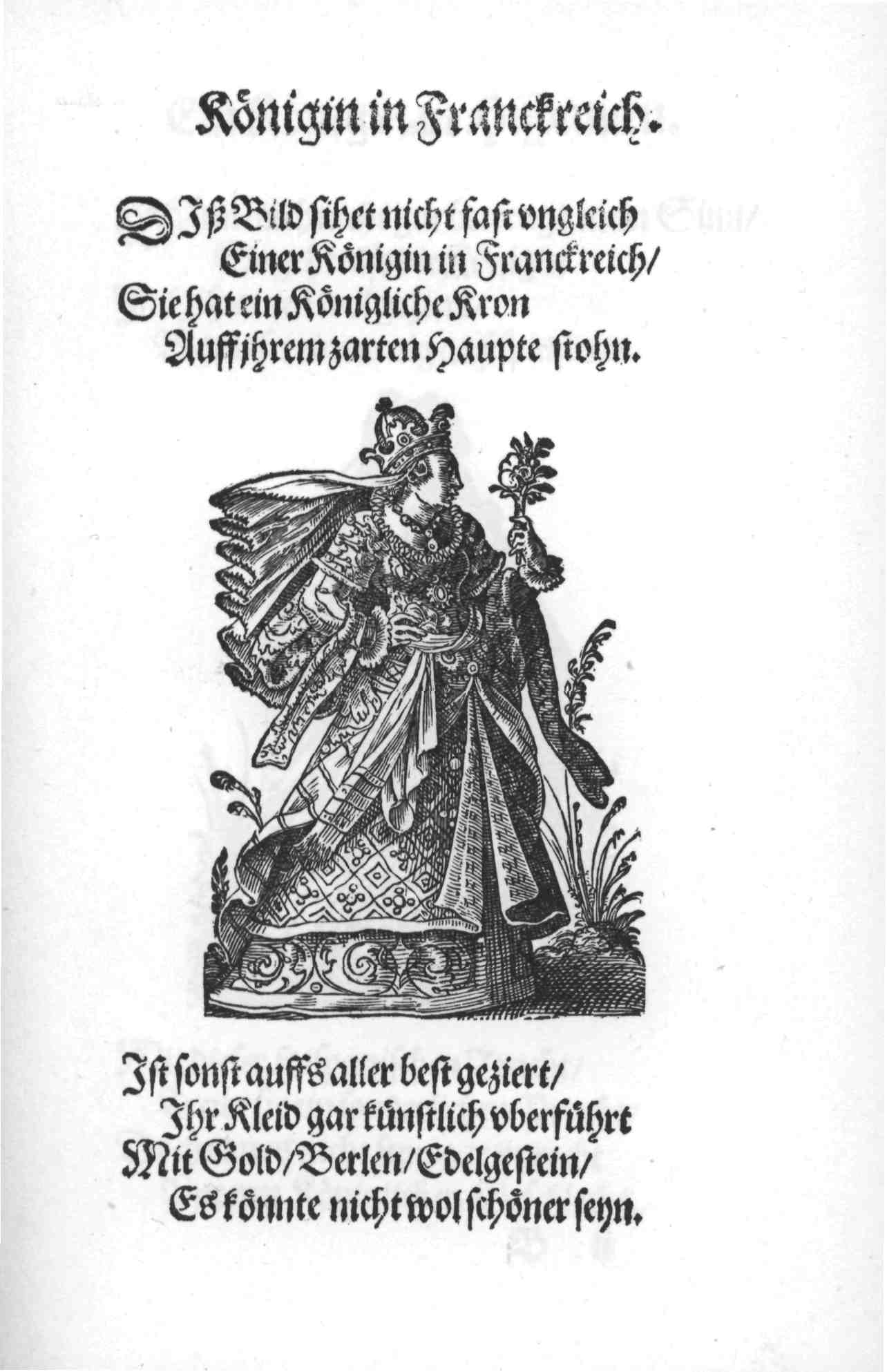

Seznam francouzských královen zahrnuje manželky panovníků Francouzského království, jimž náležel titul královna. Tyto ženy samy nevládly (některé byly regentkami za své neplnoleté děti) a stály pouze po boku svých mužů. Pro přehlednost jsou královny řazeny podle vládnoucích dynastií, ke kterým příslušeli jejich manželé.
Po rozdělení Francké říše Verdunskou smlouvou roku 843 mezi syny Ludvíka Zbožného – Lothar, Ludvík II. Němec a Karel II. Holý, vznikla tři království. Západní část Francké říše, pozdější Francouzské království, připadla nejmladšímu Karlovi.

Po smrti posledního krále z dynastie Karlovců, bezdětného Ludvíka V. roku 987, usedl na francouzský trůn Hugo Kapet, pocházející z rodu Robertovců, který je po něm později nazýván Kapetovci a jež Francii vládl osm století.

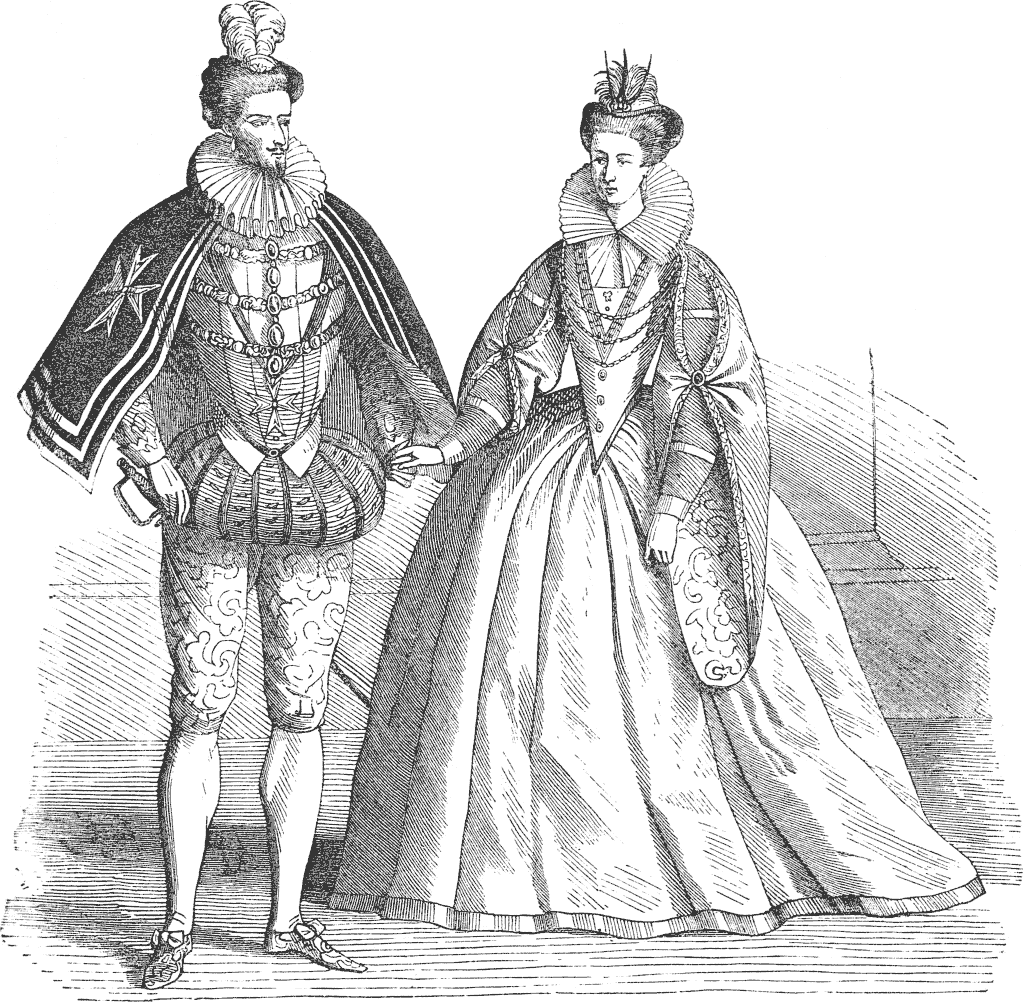
Francouzský král Jindřich III. a královna Luisa

Na francouzském královském trůně se vystřídaly tyto vládnoucí dynastie:
- Karlovci (843–987)
- Kapetovci (987–1792)
  - hlavní větev (987–1328)
  - Valois (1328–1498)
  - Valois-Orléans (1498–1515)
  - Valois-Angoulême (1515–1589)
  - Bourbon-Vendôme (1589–1792)
- Bonapartové (1804–1814)
- Kapetovci (1814–1848)
  - Bourbon-Vendôme (1814–1830)
  - Bourbon-Orléans (1830–1848)
- Bonapartové (1852–1870)

## Manželky králů zdynastie Karlovců(843–986)
| Portrét | Jméno                | Dynastie      | Narození – úmrtí | Sňatek | Královnou od – do | Manžel             |
| ------- | -------------------- | ------------- | ---------------- | ------ | ----------------- | ------------------ |
|         | Ermentruda Orleánská |               | 823–869          | 842    | 842–869           | Karel II. Holý     |
|         | Richilda z Provence  |               | asi 845–910      | 870    | 870–877           | Karel II. Holý     |
|         | Adéla z Frioul       |               | 850/53–901       | 875    | 877–879           | Ludvík II. Koktavý |
|         | Richardis            | Alaholfingové | asi 840–894/96   | 862    | 822–888           | Karel III. Tlustý  |
|         | Théodorada z Troyes  |               | 868–903          | 885    | 888–898           | Odo I.             |
|         | Frederuna            | Immedingové   | 887–917          | 907    | 907–917           | Karel III.         |
|         | Edwiga z Wessexu     |               | 902–po 955       | 919    | 919–923           | Karel III.         |
|         | Beatrix z Vermandois | Karlovci      | asi 880 – po 931 | 895    | 922–923           | Robert I.          |
|         | Ema Francouzská      | Robertovci    | 894–934          | 921    | 923–934           | Rudolf I.          |
|         | Gerberga Saská       | Liudolfovci   | asi 913–969      | 939    | 939–954           | Ludvík IV.         |
|         | Ema Italská          |               | asi 948–po 988   | 966    | 966–986           | Lothar I.          |

## Manželky králů zdynastie Kapetovců(987–1328)
| Portrét | Jméno                 | Dynastie             | Narození – úmrtí | Sňatek  | Královnou od – do                    | Manžel       |
| ------- | --------------------- | -------------------- | ---------------- | ------- | ------------------------------------ | ------------ |
|         | Adéla Akvitánská      | Ramnulfovci          | asi 947–1004     | 970     | 987–996                              | Hugo Kapet   |
|         | Zuzana Italská        | Burgundsko-Ivrejští  | asi 937–1003     | 988–989 | 996–996                              | Robert II.   |
|         | Berta Burgundská      | Welfové              | asi 952–asi 1035 | 996     | 996–1000                             | Robert II.   |
|         | Konstancie z Arles    |                      | 937–1034         | 1003    | 1003–1031                            | Robert II.   |
|         | Matylda Fríská        | Brunonové            | asi 1024–1044    | 1034    | 1034–1044                            | Jindřich I.  |
|         | Anna Kyjevská         | Rurikovci            | asi 1024–1075    | 1051    | 1051–1060                            | Jindřich I.  |
|         | Berta Holandská       |                      | asi 1055–1094    | 1072    | 1072–1092                            | Filip I.     |
|         | Bertrada z Montfortu  | Monfortové           | asi 1070–1117    | 1092    | 1092–1108                            | Filip I.     |
|         | Adéla Savojská        | Savojští             | 1092–1154        | 1115    | 1115–1137                            | Ludvík VI.   |
|         | Eleonora Akvitánská   | Ramnulfovci          | 1122–1204        | 1137    | 1137–1152                            | Ludvík VII.  |
|         | Konstancie Kastilská  | Burgundsko-Ivrejští  | 1141–1160        | 1154    | 1154–1160 Korunována roku 1154       | Ludvík VII.  |
|         | Adéla ze Champagne    | Bloisové             | asi 1140–1206    | 1164    | 1164–1180                            | Ludvík VII.  |
|         | Isabela Henegavská    | Henegavští           | 1170–1190        | 1180    | 1180–1190 Korunována 29. května 1180 | Filip II.    |
|         | Ingeborg Dánská       | Valdemarové          | 1175–1236        | 1193    | 1193–1193 Korunována 25. srpna 1193  | Filip II.    |
|         | Anežka Meránská       | Andechsové           | 1175–1201        | 1196    | 1196–1200                            | Filip II.    |
|         | Ingeborg Dánská       | Valdemarové          | 1175–1236        | 1193    | 1200–1223                            | Filip II.    |
|         | Blanka Kastilská      | Burgundsko-Ivrejští  | 1188–1252        | 1200    | 1223–1226 Korunována 6. srpna 1223   | Ludvík VIII. |
|         | Markéta Provensálská  | Barcelonská dynastie | asi 1221–1295    | 1234    | 1234–1270                            | Ludvík IX.   |
|         | Isabela Aragonská     |                      | 1247–1271        | 1262    | 1270–1271 Nekorunována               | Filip III.   |
|         | Marie Brabantská      | Reginarovci          | 1254–1321        | 1274    | 1274–1285 Korunována 24. června 1275 | Filip III.   |
|         | Jana I. Navarrská     | Bloisové             | asi 1271–1305    | 1284    | 1285–1305                            | Filip IV.    |
|         | Markéta Burgundská    | Burgundští           | 1290–1315        | 1305    | 1314–1315 Nekorunována               | Ludvík X.    |
|         | Klemencie Uherská     | Anjouovci            | 1293–1328        | 1315    | 1315–1316 Korunována 24. srpna 1315  | Ludvík X.    |
|         | Johana II. Burgundská | Burgundští           | 1291–1330        | 1307    | 1316–1322                            | Filip V.     |
|         | Blanka Burgundská     | Ivrejští             | asi 1296–1326    | 1308    | 1322–1322 Nekorunována               | Karel IV.    |
|         | Marie Lucemburská     | Lucemburkové         | 1304–1324        | 1322    | 1322–1324 Korunována 15. května 1323 | Karel IV.    |
|         | Jana z Évreux         | Kapetovci            | 1310–1371        | 1325    | 1325–1328 Korunována 11. května 1326 | Karel IV.    |
| Portrét | Jméno                 | Dynastie             | Narození – úmrtí | Sňatek  | Královnou od – do                    | Manžel       |

## Manželky králů zdynastie Kapetovcůadynastie Valois(1328–1498)
| Portrét | Jméno             | Dynastie       | Narození – úmrtí | Sňatek    | Královnou od – do                     | Manžel      |
| ------- | ----------------- | -------------- | ---------------- | --------- | ------------------------------------- | ----------- |
|         | Jana Burgundská   | Burgundští     | 1293–1348        | 1313      | 1328–1348 korunována 27. května 1328  | Filip VI.   |
|         | Blanka Navarrská  | Evreux-Navarra | asi 1330–1398    | 1349–1350 | 1349/50–1350 nekorunována             | Filip VI.   |
|         | Jana z Auvergne   | Auvergne       | 1326–1360        | 1349      | 1350–1360 korunována 26. září 1350    | Jan II.     |
|         | Johana Bourbonská | Bourboni       | 1338–1378        | 1350      | 1364–1378 korunována, 19. května 1364 | Karel V.    |
| Portrét | Jméno             | Dynastie       | Narození – úmrtí | Sňatek    | Královnou od – do                     | Manžel      |
|         | Isabela Bavorská  | Wittelsbachové | asi 1370–1435    | 1385      | 1385–1422 korunována 1389             | Karel VI.   |
|         | Marie z Anjou     | Valois-Anjou   | asi 1401–1463    | 1422      | 1422–1461                             | Karel VII.  |
|         | Šarlota Savojská  | Savojští       | asi 1440–1483    | 1451      | 1461–1483                             | Ludvík XI.  |
|         | Anna Bretaňská    | Bretaň         | 1477–1514        | 1491      | 1491–1498 korunována 8. února 1492    | Karel VIII. |

## Manželky králů zdynastie Kapetovcůadynastie Valois-Orléans(1498–1515)
| Portrét | Jméno              | Dynastie  | Narození – úmrtí | Sňatek | Královnou od – do                               | Manžel      |
| ------- | ------------------ | --------- | ---------------- | ------ | ----------------------------------------------- | ----------- |
|         | Johana Francouzská | Valois    | 1464–1505        | 1476   | 1498–1498 nekorunována, manželství bylo zrušeno | Ludvík XII. |
|         | Anna Bretaňská     | Bretaň    | 1477–1514        | 1499   | 1499–1514 korunována 18. listopadu 1502         | Ludvík XII. |
|         | Marie Tudorovna    | Tudorovci | 1496–1533        | 1514   | 1514–1515 korunována 5. listopadu 1514          | Ludvík XII. |

## Manželky králů zdynastie Kapetovcůadynastie Valois-Angoulême(1515–1589)
| Portrét | Jméno               | Dynastie              | Narození – úmrtí | Sňatek | Královnou od – do                                                 | Manžel        |
| ------- | ------------------- | --------------------- | ---------------- | ------ | ----------------------------------------------------------------- | ------------- |
|         | Klaudie Francouzská | Valois                | 1499–1524        | 1514   | 1515–1524 korunována 10. května 1517                              | František I.  |
|         | Eleonora Habsburská | Španělští Habsburkové | 1498–1588        | 1530   | 1530–1547 korunována 5. března 1532                               | František I.  |
|         | Kateřina Medicejská | Medicejští            | 1519–1589        | 1533   | 1547–1559 korunována 10. června 1549                              | Jindřich II.  |
|         | Marie Stuartovna    | Stuartovci            | 1542–1587        | 1558   | 1559–1560 nekorunována, protože byla vládnoucí královnou skotskou | František II. |
|         | Alžběta Habsburská  | Rakouští Habsburkové  | 1554–1592        | 1570   | 1570–1574 korunována 25. března 1571                              | Karel IX.     |
|         | Luisa Lotrinská     | Lotrinští             | 1553–1601        | 1575   | 1575–1589 nekorunována                                            | Jindřich III. |

## Manželky králů zdynastie KapetovcůaBourbon-Vendôme(1589–1792,1814–1830)
| Portrét | Jméno                                     | Dynastie              | Narození – úmrtí | Sňatek | Královnou od – do                    | Manžel        |
| ------- | ----------------------------------------- | --------------------- | ---------------- | ------ | ------------------------------------ | ------------- |
|         | Markéta z Valois                          | Valois                | 1553–1615        | 1572   | 1589–1599 nekorunována               | Jindřich IV.  |
|         | Marie Medicejská                          | Medicejští            | 1575–1642        | 1600   | 1600–1610 korunována 13. května 1610 | Jindřich IV.  |
|         | Anna Španělská                            | Španělští Habsburkové | 1601–1666        | 1615   | 1615–1643 nekorunována               | Ludvík XIII.  |
|         | Marie Tereza Habsburská                   | Španělští Habsburkové | 1638–1683        | 1660   | 1660–1683 nekorunována               | Ludvík XIV.   |
|         | Françoise d'Aubigné morganatická manželka |                       | 1635–1719        | 1685   | (1685–1715)                          | Ludvík XIV.   |
|         | Marie Leszczyńská                         | Leszczyńští           | 1703–1768        | 1725   | 1725–1768 nekorunována               | Ludvík XV.    |
|         | Marie Antoinetta                          | Habsbursko-Lotrinští  | 1755–1793        | 1770   | 1774–1792 nekorunována               | Ludvík XVI.   |
|         | Marie Josefína Luisa Savojská             | Savojští              | 1753–1810        | 1771   | 1795–1810 nekorunována               | Ludvík XVIII. |

## Manželky císařeNapoleona I.,Dynastie Bonapartů(1804–1814)
| Portrét | Jméno                            | Dynastie      | Narození – úmrtí | Sňatek | Císařovnou od – do                    | Manžel      |
| ------- | -------------------------------- | ------------- | ---------------- | ------ | ------------------------------------- | ----------- |
|         | Císařovna Josefína               | De la Pagerie | 1763–1814        | 1796   | 1804–1810 korunována 2. prosince 1804 | Napoleon I. |
|         | Marie Luisa Habsbursko-Lotrinská | Habsburkové   | 1791–1841        | 1810   | 1810–1814 zřejmě nekorunována         | Napoleon I. |

## Manželky králů zdynastie Kapetovců,Bourbon-Vendôme(1830–1830)
| Portrét | Jméno                           | Dynastie | Narození – úmrtí | Sňatek | Královnou od – do                    | Manžel      |
| ------- | ------------------------------- | -------- | ---------------- | ------ | ------------------------------------ | ----------- |
|         | Marie Tereza Šarlota Bourbonská | Bourboni | 1778–1851        | 1799   | 1830–1830 „královnou pouze 20 minut“ | Ludvík XIX. |

## Manželky králů zdynastie Kapetovců,Bourbon-Orléans(1830–1848)
| Portrét | Jméno                           | Dynastie              | Narození – úmrtí | Sňatek | Královnou od – do      | Manžel       |
| ------- | ------------------------------- | --------------------- | ---------------- | ------ | ---------------------- | ------------ |
|         | Marie Amálie Neapolsko-Sicilská | Bourbon-Obojí Sicílie | 1782–1866        | 1809   | 1830–1848 nekorunována | Ludvík Filip |

## Manželka posledního císařeNapoleona III.zdynastie Bonapartů(1852–1870)
| Portrét | Jméno             | Dynastie | Narození – úmrtí | Sňatek | Císařovnou od – do     | Manžel        |
| ------- | ----------------- | -------- | ---------------- | ------ | ---------------------- | ------------- |
|         | Evženie z Montija | Montijo  | 1826–1920        | 1853   | 1853–1870 nekorunována | Napoleon III. |